# Memoirs of the Torrey Botanical Club
Memoirs of the Torrey Botanical Club (w publikacjach cytowane także w skrócie jako Mem. Torrey Bot. Club) – amerykańskie czasopismo naukowe publikujące artykuły z zakresu botaniki i mykologii. Wydawane było w USA, w Durham w Karolinie Północnej przez Torrey Botanical Club. Towarzystwo to zmieniło nazwę i obecnie nazywa się Torrey Botanical Society. Wydawane przez nie czasopismo również zmieniło nazwę i obecnie nazywa się Memoirs of the Torrey Botanical Society.
Numery czasopisma z lat 1893–1990 zostały zdigitalizowane i  są dostępne online w postaci skanów (pliki pdf, ocr, jp2 i all). Opracowano 5 istniejących w internecie skorowidzów umożliwiających odszukanie artykułu:
- Title – na podstawie tytułu
- Author – na podstawie nazwiska autora
- Date – według daty
- Collection – według grupy zagadnień
- Contributor – według instytucji współpracujących

Istnieje też indeks zdigitalizowanych numerów czasopisma ze spisem ich treści.
Czasopismo dostępne jest w subskrypcji zarówno w wersji drukowanej, jak i internetowej.